# Route magistrale 8 (Lituanie)
Pour les articles homonymes, voir A8 et Route A8.
La route A8 (Magistralinis kelias A8) est une route lituanienne reliant Panevėžys à Sitkūnai (lt). Elle mesure 87,86 km.

## Tracé
- Panevėžys
- Ramygala
- Sitkūnai (lt)